# Lilla Mittevatten
Lilla Mittevatten är en sjö i Kungälvs kommun i Bohuslän och ingår i Göta älvs huvudavrinningsområde. Lilla Mittevatten ligger i Svartedalen Natura 2000-område. Sjön är 10,8 meter djup, har en yta på 0,006 kvadratkilometer och är belägen 110,5 meter över havet.